# Krysa
Krysa je české rodové jméno pro množství rodů hlodavců z podčeledí křečkokrys (Cricetomyinae) a pravých myší (Murinae). Obvykle je tím myšlena krysa obecná anebo potkan, který je často za krysu obecnou pokládán. (Oba druhy jsou synantropní, potkan je mnohem hojnější než krysa, zejména ve městech.)

## Popis
Krysa je poměrně velký hlodavec s dlouhým lysým ocasem. Krysa obecná má ocas delší než tělo, ale pro další druhy krys to nemusí platit. Krysy se raději páří s mohutnějšími samicemi. Krysy jsou býložravci nebo všežravci. Rychle se rozmnožují a bývají hojné. Přesto se i mezi krysami nacházejí ohrožené a kriticky ohrožené druhy. Krysy mají skvěle vyvinuté smysly, zejména čich.
Krysa obecná je invazní druh původem z Asie, ale v současnosti je na českém území spíše vytlačována potkanem. (Zatímco krysa obecná je na českém území známa již přes 2000 let[zdroj?], potkan se rozšířil až v 18. století.)

## Taxonomie

### Podčeleď: křečkokrysy (Cricetomyinae)
V podčeledi křečkokrys jsou zařazeny tři rody a šest druhů hlodavců, všichni mají české rodové jméno krysa. Jsou to velcí hlodavci s noční aktivitou. Na rozdíl od ostatních krys mají lícní torby. Obývají subsaharskou Afriku.

### Podčeleď: pravé myši (Murinae)
Mezi pravé myši se řadí jak rody, které mají české rodové jméno krysa, tak myši a některé další rody, jako je klokanomyš nebo skálomyš. Obecně platí, že menší druhy se označují jako myš a větší jako krysa.
Nejznámější a pro člověka nejvýznamnější jsou krysy rodu Rattus, k nimž patří i krysa obecná (R. rattus) a potkan (R. norvegicus).
- Rod: Aethomys
- Rod: Anisomys
- Rod: Anonymomys
- Rod: Apomys
- Rod: Archboldomys
- Rod: Batomys
- Rod: Berylmys
- Rod: Bullimus
- Rod: Bunomys
- Rod: Carpomys
- Rod: Celaenomys
- Rod: Chiromyscus
- Rod: Chrotomys
- Rod: Colomys
- Rod: Conilurus
- Rod: Coryphomys
- Rod: Crateromys
- Rod: Cremnomys
- Rod: Crossomys
- Rod: Crunomys
- Rod: Dacnomys
- Rod: Dasymys
- Rod: Dephomys
- Rod: Desmomys
- Rod: Diomys
- Rod: Diplothrix
- Rod: Echiothrix
- Rod: Eropeplus
- Rod: Golunda
- Rod: Grammomys
- Rod: Hadromys
- Rod: Hyomys
- Rod: Komodomys
- Rod: Lamottemys
- Rod: Lenomys
- Rod: Lenothrix
- Rod: Leopoldamys
- Rod: Leporillus
- Rod: Leptomys
- Rod: Limnomys
- Rod: Lophuromys
- Rod: Macruromys
- Rod: Malacomys
- Rod: Mallomys
- Rod: Margaretamys
- Rod: Mastomys
- Rod: Maxomys
- Rod: Melasmothrix
- Rod: Melomys
- Rod: Mesembriomys
- Rod: Millardia
- Rod: Mylomys
- Rod: Myomys
- Rod: Nesokia
- Rod: Niviventer
- Rod: Palawanomys
- Rod: Papagomys
- Rod: Parahydromys
- Rod: Paraleptomys
- Rod: Paruromys
- Rod: Paulamys
- Rod: Pelomys
- Rod: Phloeomys
- Rod: Pithecheir
- Rod: Praomys
- Rod: Rattus
- Rod: Solomys
- Rod: Srilankamys
- Rod: Stenocephalemys
- Rod: Stenomys
- Rod: Stochomys
- Rod: Sundamys
- Rod: Taeromys
- Rod: Tarsomys
- Rod: Tateomys
- Rod: Thallomys
- Rod: Thamnomys
- Rod: Tokudaia
- Rod: Tryphomys
- Rod: Uranomys
- Rod: Uromys
- Rod: Xenuromys
- Rod: Xeromys